# Seventeen Seconds
Seventeen Seconds ist das zweite Studioalbum der englischen Band The Cure. Es erschien im April 1980 bei Fiction Records.

## Geschichte
Wegen des geringen Budgets zwischen 2.000 und 3.000 britischen Pfund wurde das Album in nur sieben Tagen mit dem Produzenten Mike Hedges aufgenommen. Viele Stücke sind keyboarddominiert und weisen einen eher minimalistischen Gesang mit viel Hall auf. Besonders das als Single ausgekoppelte A Forest entwickelte sich zu einem Hit und wurde vielfach gecovert.

## Kritik
Auf der Webseite Allmusic.com gab der Kritiker drei von fünf Sternen. Er schrieb, das Album sei ein subtiles, ausgeglichenes Werk, das „beim Zuhörer mit der Zeit wächst“.

## Titelliste
Alle Stücke wurden von Gallup, Hartley, Smith und Tolhurst geschrieben.
1. A Reflection (2:09)
2. Play For Today (3:39)
3. Secrets (3:19)
4. In Your House (4:06)
5. Three (2:36)
6. The Final Sound (0:52)
7. A Forest (5:55)
8. M (3:03)
9. At Night (5:54)
10. Seventeen Seconds (4:01)

## Kommerzieller Erfolg

### Chartplatzierungen
| ChartsChartplatzierungen       | Höchstplatzierung | Wochen |
| ------------------------------ | ----------------- | ------ |
| Vereinigte Staaten (Billboard) | 186 (1 Wo.)       | 1      |
| Vereinigtes Königreich (OCC)   | 20 (11 Wo.)       | 11     |

### Auszeichnungen für Musikverkäufe
| Land/Region       | Auszeichnungen für Musikverkäufe (Land/Region, Auszeichnung, Verkäufe) | Verkäufe |
| ----------------- | ---------------------------------------------------------------------- | -------- |
| Frankreich (SNEP) | Gold                                                                   | 100.000  |
| Neuseeland (RMNZ) | Platin                                                                 | 20.000   |
| Insgesamt         | 1× Gold · 1× Platin ·                                                  | 120.000  |